# Rebelie v ODS (2012)
Rebelie v ODS je označení použité žurnalisty v souvislosti s událostmi v poslaneckém klubu Občanské demokratické strany v září 2012, kdy se v poslaneckém klubu ODS vytvořila frakce, která odmítala Vládní návrh zákona o změně daňových, pojistných a dalších zákonů v souvislosti se snižováním schodků veřejných rozpočtů (sněmovní tisk 695). Tento návrh by zavedl progresivní daň z příjmu pro vysokopříjmové osoby a změnil by sazbu DPH ze sjednocených 17,5%, které mají platit od roku 2013, na dolní sazbu 15% a horní sazbu 21%. Skupina poslanců za ODS tento návrh odmítla, protože je proti ideologii, kterou ODS prezentuje a proti programu, se kterým ODS šla do voleb (nízká rovná daň z příjmu a nízká sjednocená DPH). Poprvé za funkční období došlo k zamítnutí vládního návrhu vetovaného Senátem.

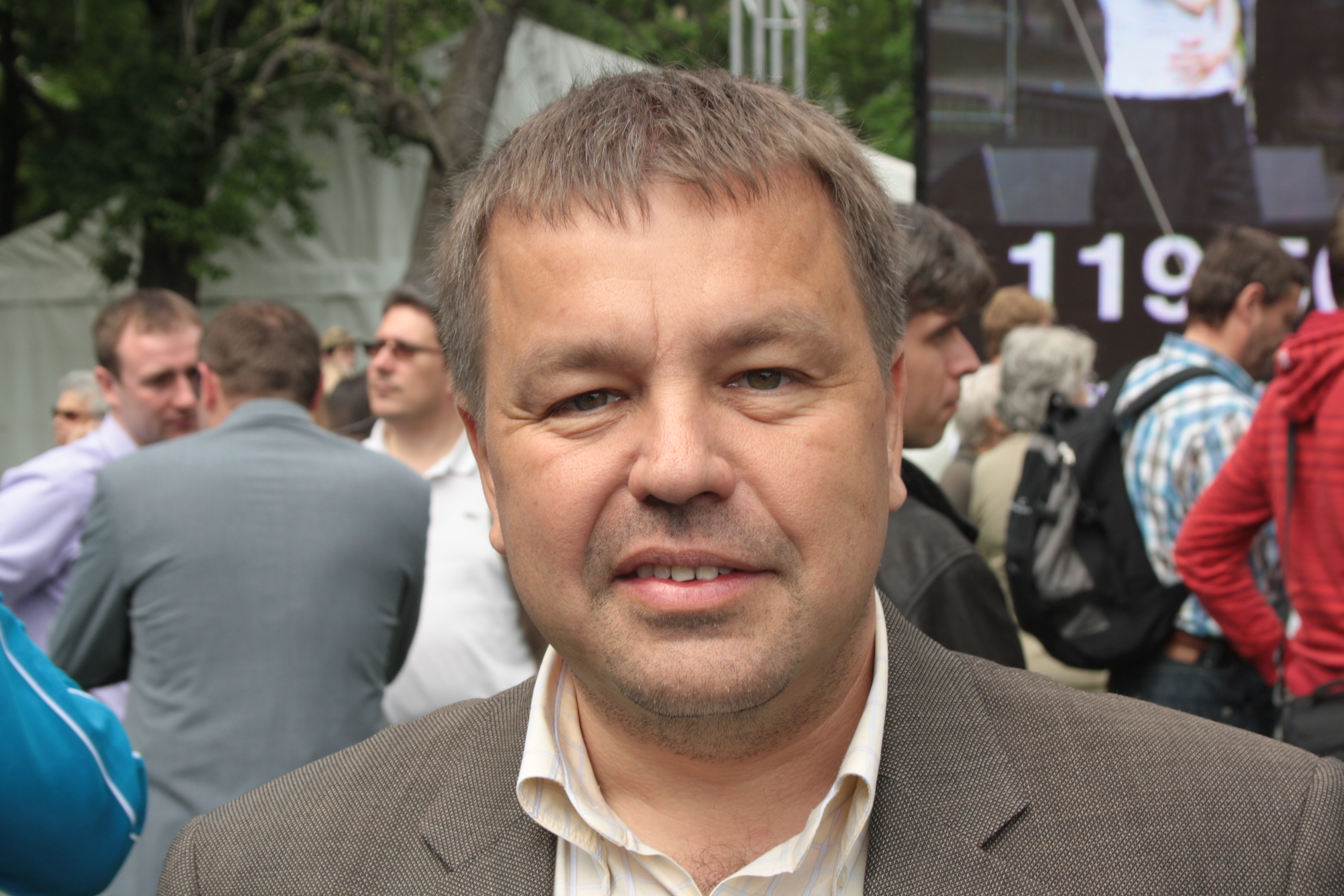
poslanec Petr Tluchoř

## Počátek
Návrh zákona byl předložen sněmovně 23. května 2012 vládou Petra Nečase. Faktickým předkladatelem byl ministr financi Miroslav Kalousek. Tento návrh byl při třetím čtení, které proběhlo 13. července 2012, sněmovnou schválen a následně zamítnut 16. srpna 2012 na schůzi Senátu (proti hlasoval taktéž senátor za ODS Jaroslav Kubera).
Otevřeně proti návrhu vystupoval poslanec za ODS Petr Tluchoř, který se hned po sněmovním hlasování vyjádřil, že pro návrh hlasoval jen kvůli stranické loajalitě, ale s návrhem nesouhlasí, protože je v rozporu s programem a dlouhodobou politikou ODS. Z toho důvodu chtěl vrátit balíček do druhého čtení, aby byl čas na další jednání o balíčku. Jeho snaha však byla neúspěšná. 
Premiér Petr Nečas v srpnu 2012 prohlásil, že nepřijmout tento balíček zákonů by bylo na hranici ekonomické debility. Petra Tluchoře to znepokojilo a vyjádřil se, že Petru Nečasovi přestává rozumět a že mezi těmi ekonomickými debily je řada členů ODS včetně jeho, všichni ekonomičtí experti a taktéž prezident republiky Václav Klaus. Tluchoř se rozhodl, že balíček zákonů nepodpoří, jelikož by to bylo naprosto v rozporu s hodnotami, které ODS prosazuje a proti programu, díky kterému ODS jejich voliči volili.

## Jednání sněmovny
4. září 2012 se od 14 hodin konala schůze poslanecké sněmovny, na které se mělo rozhodovat ohledně onoho návrhu. Již dopoledne však poslanec Tomáš Úlehla oficiálně oznámil, že ani on balíček nepodpoří, a to právě kvůli tomu, že je to v rozporu s programem ODS. Zařadil se tak po bok Petra Tluchoře. 
Premiér Petr Nečas prohlásil, že když balíček neprojde, tak je připraven předložit úplně stejný návrh a spojit s ním vyslovení důvěry vládě. Pokud by tento návrh neprošel, podala by vláda Petra Nečase demisi. V tomto jej podpořil také ministr financí Miroslav Kalousek a dodal, že pokud vláda přijde o důvěru, stáhne ze Sněmovny návrh státního rozpočtu na příští rok. Petr Tluchoř se vyjádřil, že nemá smysl vyhrožovat pádem vlády, když se hlasuje o tak špatném zákonu. Řekl také, že pro něj znamená loajalita ke značce a programu ODS více než loajalita k premiérovi. Ministr zahraničí Karel Schwarzenberg na adresu rebelů poznamenal, že na zradu nejvíce doplácí zrádci.
Ve 14 hodin začala schůze, ale poslanecký klub ODS si vzal kvůli tomu, aby mohl o těchto událostech jednat, hodinovou pauzu. Schůze tedy pokračovala v 15 hodin. Schůze pokračovala obstrukcemi ze strany Věcí veřejných a po čtyřech hodinách jednání nebyl schválen ani program schůze.
Během obstrukcí se k Úlehlovi a Tluchořovi přidali další čtyři poslanci za ODS – Marek Šnajdr, Ivan Fuksa, Jan Florián a Radim Fiala. Hlasovat proti se rozhodli také nezařazení poslanci Pavel Bém, který má pozastavené členství v ODS, a Michal Doktor, který z ODS odešel v listopadu 2011. Chvíli proti návrhu byl k večerním hodinám také poslanec za ODS Boris Šťastný, který se o tom zmiňoval i v minulosti, ale své stanovisko rychle přehodnotil.
Sněmovní schůze byla v 19 hodin přerušena a o balíčku se kvůli obstrukcím v podání Věcí veřejných ani nehlasovalo. 
Jednání pokračovalo 5. září 2012. V ranních hodinách bylo proti návrhu stále 6 poslanců za ODS – Tluchoř, Úlehla, Šnajdr, Fuksa, Florián a Fiala. Jejich stanovisko nezměnila ani ranní schůzka poslaneckého klubu ODS. Poslanci za stranu LIDEM prohlásili, že pokud neprojde balíček zákonů o změně daní, pak nepodpoří církevní restituce navrhované vládou a bod na projednávání církevních restitucí byl vyřazen z programu jednání. 
Miroslav Kalousek opakovaně tvrdil, že rebelům jde jen o hlavu předsedy ODS, nikoliv o samotnou ideu zvyšování daní. Poslanec Pavel Bém ve sněmovně prohlásil, že jde o atentát Miroslava Kalouska na ODS a na vládu Petra Nečase.
Ke konci rozpravy měl ve sněmovně projev samotný Petr Tluchoř, který řečnil o tom, že neochota vlády jednat o balíčku s vlastními poslanci je nepochopitelná, že řada členů ODS balíček kritizuje, že je to sebezapření ODS, že vláda přináší levicová řešení a levicové argumenty a že bude hlasovat pro značku ODS, tedy proti balíčku a pevně věří ve vítězství zdravého rozumu. V souvislosti s výhrůžkami o pádu vlády zakončil svůj projev slovy, že ještě nikdy vláda neriskovala tak mnoho pro tak málo.
V hlasování se 94 poslanců vyjádřilo pro návrh. Pro přehlasování senátního veta bylo potřeba 101 poslanců. Návrh tedy neprošel. Na tiskové konferenci po hlasování se Nečas vyjádřil, že skutečně spojí ten samý návrh s hlasováním o důvěře vládě. Žádný z rebelů se nevyjádřil, jak by hlasoval v tomto případě, ale údajně došlo k dohodě s Petrem Nečasem, aby se návrh ještě jednou důsledně projednal.

## Kongres ODS
Petr Nečas se rozhodl odložit hlasování o tomto návrhu až po 23. kongresu ODS. Na tomto kongresu obhájil Petr Nečas post předsedy strany se ziskem jen zhruba 60% hlasů. Proti němu se postavil Ivan Fuksa, který se k tomu rozhodl několik hodin před hlasováním. Ten po neúspěchu při volbě na předsedu odmítl kandidovat na místopředsedu a vzdal se nominace.
Tluchoř, Šnajdr a Fuksa následně složili poslanecký mandát a balíček byl Sněmovnou přijat.